# Fulvio Nesti
Fulvio Nesti (ur. 8 czerwca 1925 w Lastra a Signa, zm. w 1996) – włoski piłkarz występujący podczas kariery zawodniczej na pozycji pomocnika.

## Kariera piłkarska
Fulvio Nesti jest wychowankiem Fiorentiny. Tutaj grał jednak jedynie w drużynach juniorskich. Od 1946 roku występował w seniorach klubu Scafatese Calcio. Dwa lata później trafił do SPAL 1907. Od sezonu 1952/1953 grał w drużynie Interu Mediolan. Wraz z nim dwukrotnie z rzędu wywalczył scudetto - w sezonach 1952/1953 i 1953/1954. W roku 1957 przeszedł do AC Prato, gdzie zakończył karierę piłkarską.
W oficjalnym spotkaniu reprezentacji Włoch zadebiutował 26 kwietnia 1953 roku. Włosi wygrali wtedy z Czechosłowacją 2:0. W 1954 roku został powołany na mistrzostwa świata w Szwajcarii, gdzie jego zespół zajął 3. miejsce w grupie i zakończył swój udział w turnieju. Neri zaś rozegrał wtedy wszystkie mecze: ze Szwajcarią (1:2), Belgią (4:1) i w barażu o awans do dalszej fazy ponownie ze Szwajcarią (1:4), gdzie strzelił honorową bramkę dla swojej drużyny w 67. minucie.

## Sukcesy

### Inter Mediolan
- Zwycięstwo
  - Serie A: 1952/1953, 1953/1954